# Netzabfrage
Unter Netzabfrage versteht  man die technische Möglichkeit, von einem Teilnehmeranschluss aus zu ermitteln, in welchem Telefonnetz sich der eigene bzw. ein anderer Anschluss (Rufnummer) befindet.

## Abfrage aus dem Festnetz
Bis zur Einstellung des Call-by-Call-Verfahrens bei der Deutschen Telekom per 31. Dezember 2024 konnte
in den öffentlichen deutschen Festnetzen der genutzte Netzbetreiber/Provider abgefragt werden (Ansageservice):
- Sonderrufnummer 0311 für Gespräche im Ortsnetz (siehe Teilnehmernetzbetreiber)
- Sonderrufnummer 0310 für Fernverbindungen  (siehe Verbindungsnetzbetreiber)

Diese Nummern sind inzwischen abgeschaltet.
Wählte man die Betreiberkennzahl und anschließend die 0311, so erfuhr man, ob über diesen Betreiber auch Ortsgespräche per Call-by-Call möglich sind. Falls dies möglich war, hörte man eine Ansage nach dem Muster „Sie führen Ihre Ortsgespäche über das Netz von ...“, falls dies nicht möglich war, hörte man ggf. das Besetztzeichen oder auch die ausdrückliche Mitteilung „Der von Ihnen ausgewählte Verbindungsnetzbetreiber bietet den von Ihnen gewünschten Dienst in Ihrer Region derzeit nicht an“.
Neben den beiden o. g. Rufnummern gibt es noch eine kostenlose Abfragehotline von Vodafone für alle Festnetz- und Mobilfunkkunden: Unter Anwahl der 0800 5052090 + Eingabe der Rufnummer landet man beim Vodafone-Ansageservice (vgl. netzinterne Kurzwahl 12313 unten), der aus allen deutschen Mobilfunknetzen und insbesondere unabhängig vom jeweiligen Anbieter und der jeweiligen Tarifierung generell gratis erreichbar ist.

## Kurzwahlen im Mobilfunknetz
In den deutschen Mobilfunknetzen kann das Netz eines anderen Mobilfunkteilnehmers abgefragt werden:
- Deutsche Telekom: Kurzwahl 4387 + Eingabe der Rufnummer (Ansageservice)
- Vodafone D2: Kurzwahl 12313 + Eingabe der Rufnummer (Ansageservice)
- O₂ Germany: SMS mit Inhalt NETZ [Rufnummer] an Kurzwahl 4636 (Antwort erfolgt als SMS)

## Internetabfrage
Für Android- und Apples iOS-Smartphones stehen diverse Anwendungen zur Verfügung, welche die Zielrufnummern über die Onlineverbindung des Telefons abfragen.
Zudem bestehen mehrere kommerzielle Onlinedienste, bei welchen eine bestimmte limitierte Anzahl von Abfragen je Tag und Benutzer frei sind.